# Василије Ђуровић Вако
Василије Ђора Ђуровић Вако (Момишићи, код Подгорице, 19. децембар 1910 — Тјентиште, 9. јун 1943) био је студент филозофије, учесник Народноослободилачке борбе и народни херој Југославије.

## Биографија
Рођен је 19. децембра 1910. године у селу Момишићи, код Подгорице. Основну школу је завршио у родном селу, гимназију у Подгорици и Беранама, а филозофију је студирао у Скопљу. Још у гимназији је приступио омладинском револуционарном покрету и постао члан Савеза комунистичке омладине Југославије (СКОЈ). Због своје политичке активности, био је искључен из подгоричке гимназије, па је школовање наставио у Беранама, а 1929. године се вратио у Подгорицу, где је и матурирао.
За време студија, активно је учествовао у студентском покрету, због чега је више пута хапшен. После демонстрација у Скопљу, 1939. године, био је ухапшен и спроведен у београдски затвор „Главњачу“. За време студентских распуста, активно је политички деловао у родном крају. Био је учесник Белведерских демонстрација 1936. године, на Цетињу. У чланство Комунистичке партије Југославије (КПЈ) примљен је 1941. године.
После априлског рата и окупације Краљевине Југославије, вратио се у родни крај, где је активно учествовао у организовању устанка и првим устаничким акцијама. У Тринаестојулском устанку, 1941. године, био је командир Момишићко-толошке чете, с којом се истакао у борби на Вељем брду, 17. јула 1941. године. После тога је био у јединицама на терену око Подгорице.
Учествовао је, 1. децембра 1941. године, у нападу на Пљевља. Као командир Љешкопољско-љешанске чете Црногорског НОП одреда за операције у Санџаку, током борби је, са својим, борцима упао у Пљевља и учествовао у ослобођењу затвореника. Крајем 1941. године постављен је за команданта батаљона „Бајо Секулић“, а након оснивања Четврте пролетерске црногорске ударне бригаде, јуна 1942. године, постао је командант њеног Четвртог батаљона.
Са Четвртом црногорском бригадом је учествовао у многим борбама — код Горњег и Доњег Вакуфа, Бугојна, Купреса, Ливна и др. Новембра 1942. постављен је за заменика команданта, а марта 1943. за команданта бригаде. Као командант се истакао у борбама током Четврте и Пете непријатељске офанзиве. Као командант батаљона, а касније и бригаде, учествовао је у многим борбама, а у нападу на Купрес, августа 1942. године, био је тешко рањен.
Погинуо је 9. јуна 1943. године, током битке на Сутјесци. Од исте авионске бомбе погинуо је и Ђуро Вујовић Шпанац, народни херој и пратилац Врховног команданта, као и члан енглеске војне мисије Бил Стјуарт. Том приликом је рањен и Врховни командант НОВ и ПОЈ Јосип Броз Тито.
Указом Председништва Антифашистичког већа народног ослобођења Југославије (АВНОЈ) од 11. јула 1945. године, међу првим борцима Народноослободилачке војске, проглашен је за народног хероја, а Указом Президијума Народне скупштине ФНР Југославије од 14. децембра 1946. постхумно је одликован Орденом заслуга за народ првог реда,
Године 1957. његови посмртни остаци су сахрањени у гробницу народних хероја на Горици у Титограду.